# Бій з тінню 3D: Останній раунд
«Бій з тінню 3D: Останній раунд» (рос. «Бой с тенью 3D: Последний раунд») — російський фільм режисера Олексія Сидорова, прем'єра якого відбулась 13 листопада 2011 року у форматі 3D.

## Сюжет
Через чотири роки Артем Колчин закінчив професійну кар'єру, він все так само живе з Вікою, у них підростає донька. Зі спортом Артем не попрощався, став тренувати молодого, але дуже перспективного боксера. Після наполегливих тренінгів підопічному Колчина належить битися в Мексиці з місцевим чемпіоном. Артем Колчин досяг всього, про що може мріяти хлопець із передмістя. Він — абсолютний чемпіон світу, бізнесмен, телезірка. Але вся його кар'єра руйнується через один телефонний дзвінок заклятого ворога Вагіта Валієва. Артем повинен летіти до Гонконгу, щоб перемогти, він знову вийде на ринг. У нерівному бою Колчин отримує серйозну травму, після якої вже ніколи не зможе вийти на ринг. У результаті власного розслідування Колчин з'ясовує, що мексиканський боксер вирощений за допомогою технологій генної інженерії і за визначенням непереможний.

## У ролях
- Денис Нікіфоров — Артем Колчин
- Олена Панова — Віка
- Андрій Панін — Вагіт Валієв
- Євген Понасенков — режисер телепрограми